# محوطه ورسو
محوطه ورسو مربوط به دوره اشکانیان تا سده‌های اولیه دوران‌های تاریخی پس از اسلام است و در شهرستان دره‌شهر، بخش مرکزی، دهستان زرین دشت، غرب روستای چاله سی (شهید سیکانی) واقع شده و این اثر در تاریخ ۹ بهمن ۱۳۸۶ با شمارهٔ ثبت ۲۰۷۳۹ به‌عنوان یکی از آثار ملی ایران به ثبت رسیده است.